# Soldaterkammerater på vagt
 Denne artikel omhandler filmen Soldaterkammerater på vagt. Opslagsordet har også en anden betydning, se Soldaterkammerater (flertydig).
Soldaterkammerater på vagt er en dansk film fra 1960. Det er nummer tre i filmserien Soldaterkammerater, og den eneste af filmene, der ikke kun foregår i Danmark.
Filmen er indspillet i to udgaver. Foruden den danske film, blev der også produceret en udgave til det amerikanske marked under navnet Operation Camel. Således er der f.eks. en scene tilgængelig i den amerikanske udgave, der viser soldaterne få udleveret skarpe patroner, inden de skal ud for at ride på dromedarer i ørkenen.

## Handling
Under en øvelse kommer 616 Knud væk fra sit kompagni, men han er så heldig at møde tre unge piger, Danielle, Vips og Dorthe, som i deres lille røde bil kører ham frem til kompagniet. Under køreturen forelsker Knud sig i Danielle. Hun er fransk, og kaldes Nelle, fortæller Vips ham. De når frem til kompagniet, og sætter Knud af. For sent opdager Knud, at han har glemt sit gevær i pigernes vogn.
Det daglige liv på kasernen går videre, indtil den dag det bekendtgøres, at man ønsker frivillige til FN-styrkerne i Gaza (UNEF I).
På flyvepladsen i Gaza modtages de af oversergent Vældegård, der ikke just udtrykker sin store tilfredshed med at have den samling gutter hos sig. De syv falder godt til i det internationale selskab i vagten for freden.
Under en turistudflugt møder Knud til sin store overraskelse Nelle, der fortæller ham, at hun sammen med Vips er danserinde på en af Kairos mondæne natklubber. De har vanskeligheder i engagementet, ejeren af natklubben har taget Nelles pas, og vil ikke udlevere det igen. Knud lover at tage sagen i hånd.
Sammen med sine trofaste kammerater indfinder han sig en aften i natklubben. Knud opsøger ejeren, der siger at han ikke skal blande sig. Kammeraterne kommer til hjælp, og efter et slagsmål får Nelle sit pas tilbage.
Vips og Danielle kan rejse hjem. På kajen står de syv og Vældegård for at ønske pigerne god rejse.

## Bag kameraet
En af de kvindelige hovedroller spilles af den amerikanske Hollywood-stjerne Nora Hayden, som allerede havde gjort sig bemærket i Sid Pink-produktionen The Angry Red Planet. Hayden blev i filmen assisteret af to andre unge kvinder, Vips og Dorthe.
Dansk Svensk Film ledte i flere måneder efter en danserinde, som skulle spille Vips. Mindst 28 unge piger blev prøvefilmet, men ingen fik rollen. Lisbet Kurt fik tilbudt rollen efter at selskabet tilbød hende en kontrakt. Rollen som Dorthe gik til dengang 12-årige Dorthe Kollo, som allerede dengang var en vordende sangstjerne.
Af andre kvindelige roller ses bl.a. Vera Stricker i hendes sidste rolle i en Soldaterkammerater-film.
Fra Norge havde producenten Henrik Sandberg hentet en af landets unge skuespillere, Tor Stokke, som var tilknyttet Det Ny Teater i Oslo.
Filmholdet sendte løbende færdiggjorte optagelser fra Gaza hjem til Danmark hvor det blev bekræftet, om de var i orden eller ej.
Scenerne med flyvepladsen i Gaza er indspillet i Danmark.

## Medvirkende
- Paul Hagen
- Ebbe Langberg
- Preben Kaas
- Carl Ottosen
- Louis Miehe-Renard
- Klaus Pagh
- Ole Dixon
- Mogens Brandt
- Vera Stricker
- Annie Birgit Garde